# Kevin Downes
Pour les articles homonymes, voir Kevin.
Kevin Downes est un acteur, producteur, réalisateur et scénariste américain, cofondateur et chef de la production et de la distribution de Kingdom Story Company, né le 21 septembre 1972 à Visalia, en Californie (États-Unis).

## Biographie
En 2015, il produit Woodlawn.
En 2019, avec les Erwin Brothers et Tony Youngm, il fonde la société de production Kingdom Story Company.
En 2020, il produit J'y crois encore.

## Filmographie

### Acteur
| Année | Titre                                | Rôle                  |
| ----- | ------------------------------------ | --------------------- |
| 1994  | The Crossing                         | Jason                 |
| 1995  | End of the Harvest                   | Jess                  |
| 1998  | Supersens                            | Smythe-Bates Finalist |
| 1999  | A Vow to Cherish                     | Paramedic             |
| 1999  | The Moment After                     | Charles Baker         |
| 2000  | Mercy Streets                        | Peter                 |
| 2002  | Time Changer                         | Greg                  |
| 2004  | Birdie & Bogey                       | Zach Cornell          |
| 2004  | Bobby Jones, naissance d'une légende | Gene Homans           |
| 2004  | Six: The Mark Unleashed              | Jerry Willis          |
| 2006  | Midnight Clear                       | Rick                  |
| 2006  | The Moment After 2: The Awakening    | Charles Baker         |
| 2006  | Thr3e (en)                           | Henry                 |
| 2011  | Courageous                           | Shane Fuller          |
| 2013  | Silver Bells                         | Ref #1                |
| 2013  | Taken by Grace                       | Detective Gunderson   |
| 2014  | Crise de mères                       | Kevin                 |
| 2014  | Redeemed                             | Ryan                  |
| 2015  | Faith of Our Fathers                 | John                  |
| 2015  | Woodlawn                             | Birmingham Reporter   |

### Producteur
| Année | Titre                                             |
| ----- | ------------------------------------------------- |
| 1999  | The Moment After                                  |
| 2000  | Mercy Streets                                     |
| 2001  | Lay It Down                                       |
| 2002  | Time Changer                                      |
| 2004  | Six: The Mark Unleashed                           |
| 2006  | Midnight Clear                                    |
| 2006  | The Visitation                                    |
| 2006  | The Moment After 2: The Awakening                 |
| 2007  | The List                                          |
| 2009  | Like Dandelion Dust                               |
| 2013  | The Lost Medallion: The Adventures of Billy Stone |
| 2014  | Crise de mères                                    |
| 2015  | Faith of Our Fathers                              |
| 2015  | Woodlawn                                          |
| 2018  | La Voix du pardon                                 |
| 2020  | I Still Believe                                   |
| 2021  | American Underdog                                 |
| 2023  | Jesus Revolution                                  |